# 망각범
망각범(忘却犯)이란 주의의무 태만으로 자신에게 주어진 작위의무를 망각해 위법한 결과를 야기시킨, 과실에 의한 부진정부작위범이다. 열차 신호수(信號手)가 음주 후 잠에 들어 그로 인해 신호를 하지 못하여 기차를 전복시킨 경우, 또는 유모가 유아에게 젖꼭지를 물린채 잠이 든 결과 유아(乳兒)가 질식사(窒息死)한 경우 등이 망각죄에 해당된다.